# فردریش فون آدلونگ
فردریش فون آدلونگ (انگلیسی: Friedrich von Adelung); ۲۵ فوریهٔ ۱۷۶۸ – ۱۸ ژانویهٔ ۱۸۴۳) زبان‌شناس، تاریخ‌نگار، نظریه‌پرداز حقوق، و فیلسوف اهل آلمان بود.